# Las trompetas de la muerte
Las trompetas de la muerte è il terzo album del duo indie pop spagnolo Delafé y Las Flores Azules. Fu prodotto dalla Warner Music nel 2010.

## Tracce
1. Hoy
2. Río por no llorar
3. Como loco
4. Mejor
5. La Primavera
6. Espiritu Santo
7. Tomás Molina
8. 1984
9. La compra
10. Éramos
11. Funcionarios ausentes
12. Éramos (Drama Veis Remix)
13. El espiritu loco del teniente bailaora
14. Ainanara
15. El Bulli